# Flávia de Lima
Flávia Maria de Lima (Campo do Tenente, 1º de julho de 1993) é uma meio-fundista olímpica brasileira. Representou o Brasil nos Jogos Olímpicos de Verão de 2016 na prova de 800 metros feminino.

## Carreira
Como atleta júnior competiu nos 800 metros no Campeonato Mundial Júnior de Atletismo de 2012, competição no qual ela chegou às semifinais e terminou em 18º lugar. Entre 2013 e 2015, competindo já como atleta adulta, conquistou quatro medalhas em três provas diferentes em campeonatos sul-americanos adulto e sub-23.
Em 2015 Flávia foi convocada para os Jogos Pan-Americanos de 2015, para participar de três provas: 1500 metros e revezamento 4x400 metros e nos 800 metros, prova que ela conquistou a medalha de bronze. Participou também do Campeonato Mundial de Atletismo de 2015 nos 800 metros, terminando a competição sem avançar de fase e com o 32º lugar geral.
Em 2016 participou dos Jogos Olímpicos do Rio de Janeiro na prova que é sua especialidade, os 800 metros. Flávia não conseguiu avançar de fase e terminou a competição em 53º lugar.

## Melhores marcas pessoais
A tabela a seguir lista as melhores marcas de Flávia de Lima por prova:
| Prova                      | Marca        | Local                 | Data                |
| -------------------------- | ------------ | --------------------- | ------------------- |
| 400 metros                 | 54,42 s      | São Bernardo do Campo | 11 de julho de 2015 |
| 800 metros                 | 2:00,40 min  | Toronto               | 22 de julho de 2015 |
| 1500 metros                | 4:13,29 min  | São Bernardo do Campo | 17 de maio de 2015  |
| 3000 metros                | 10:11,75 min | São Paulo             | 31 de março de 2012 |
| 3000 metros com obstáculos | 11:03,84 min | São Paulo             | 21 de abril de 2012 |
| 4x400 metros               | 3:34,97 min  | Toronto               | 24 de julho de 2015 |